# Target (T-ARAの曲)
「TARGET」（ターゲット）は2013年7月10日にEMIミュージック・ジャパンから発売されたT-ARAの日本での7枚目のシングル。
前作「バニスタ!」から約3ヶ月ぶりのシングル。キュリ、ボラム、ソヨンからなるユニット「QBS」のシングル「風のように」からは、2週間という短い期間でのリリースとなった。2ndアルバム「TREASURE BOX」からの先行シングル。
今作はCD＋DVDの初回盤とCDのみの通常盤A/Bで発売。 なお、メンバーのアルムは、本シングル発売日に脱退した。

## 収録曲

### CD
1. TARGET　（作詞・作曲：MEG.ME、編曲：KOH）
2. TARGET (Instrumental)

### DVD
1. TARGET Music Video